# Дмитрий Узнадзе
Дмитрий Николаевич Узнадзе (на грузински: დიმიტრი უზნაძე) е грузински учен, психолог и философ, известен с разработването на общопсихологическа теория за нагласата.
Той е сред основателите и професор в Тбилиския държавен университет (1918), директор на Института по психология към Академията на науките на Грузия, академик от Академията на науките на Грузия (1941).

## Биография
Роден е на 1 януари 1887 г. в селско семейство в Закар, Грузия. Средно образование получава в Кутаиси. Следва философия в Университета в Лайпциг, където негов учител е Вилхелм Вунд. През 1907 г., когато е студент трети курс, факултетният съвет на Философския факултет на университета го награждава за курсова работа върху Лайбниц. През 1909 г. получава докторска степен в Университета на Хале-Витенберг с дисертация на тема „Владимир Соловьов: Неговата епистемология и метафизика“ (‘Wladimir Solowiew: Seine Erkenntnistheorie und Metaphysik’, Halle, 1909, 168 p.). През същата година се завръща в Грузия.
През 1913 г. се дипломира като външен студент по история и филология от Университета в Харков. Неговите професионални научни изследвания и преподавателска дейност започват през 1910 г. От 1917 г. участва в създаването на Университета в Тбилиси, където впоследствие създава катедрата по психология и психологична лаборатория. През 1919 г. публикува първата си книга, посветена на изучаването на творчеството на Готфрид Лайбниц, а през 1920 – монографията „Анри Бергсон“. Други негови творби са „Основни положения на теорията за нагласата“ (1961) и „Експериментални основи на психологията на нагласата“ (1966).
Умира на 12 октомври 1950 г. в Тбилиси на 63-годишна възраст.

## Научна дейност
Узнадзе дава собствено методологическо обяснение на понятието „установка“ (нагласа) като „граница“ между субективно и обективно, която свързва психичното не само с психичното, но и с физическото. В съветската психология „установката“ на Узнадзе е била открита форма на „безсъзнателното“, за което са писали привържениците на забранената в СССР психоанализа.
Установката се описва като цялостно, недиференцирано и безсъзнателно състояние на субекта, предшестващо дейността и явяващо се опосредстващо звено между психичното и физическото, позволяващо да се премахне „постулата за непосредствеността“. Възниква при сблъскване на потребностите на субекта и обективната ситуация за тяхното удовлетворяване. (На български руската дума „установка“ най-точно може да се преведе като „нагласа“.)

## Трудове на неговата школа
- Прангишвили А. С., Исследования по психологии установки, Тб., 1967.
- Надирашвили, Ш. А. Дмитрий Николаевич Узнадзе (к 100-летию со дня рождения)